# Alphabet phonétique du Centro de Estudos Filológicos
L’alphabet phonétique du Centro de Estudos Filológicos (CEF), est un système de transcription phonétique, basé sur l’écriture latine, utilisé en dialectologie portugaise. Il a été adopté par le Centro de Estudos Filológicos et utilisé dans le Boletim de Filología. Il a été initialement définit dans le tome 4 du Boletim en 1936. Cet alphabet était basé sur les travaux antérieurs du phonéticien Gonçalves Viana.

## Principes
1. Les symboles phonétiques sont composés de lettres et de diacritiques.
2. Les lettres correspondent à celles de l’alphabet portugais, en minuscule.
3. Les diacritiques sont celles de l’alphabet portugais ou ceux déjà connu utilisés dans d’autres langues.
4. Les lettres représentent uniquement la valeur fondamentale des phonèmes, mais en respectant la convention d’attribution de lettres différentes selon la sonorité (comme les consonnes sourdes et les consonnes sonores).
5. Les signes diacritiques représentent les autres éléments phonétiques : sonorité, quantité, accentuation, aspiration, ouverture, tension, intonation, point d’articulation, altération de l’articulation normale.
6. Chaque signe diacritique représente un élément phonétique, mais en respectant la convention permettant à certains de représenter l’accentuation et l’ouverture (comme les accents aigu, grave et circonflexe).
7. Les éléments suivants sont pris en compte pour le portugais:
  1. trois ouvertures : fermé, moyen, ouvert
  2. deux accentuations : tonique et atone
  3. deux quantités : brève et longue
  4. deux sonorités : sonore et sourde
  5. deux expirations : orale et nasale
  6. deux tensions : tendue et relâchée
  7. les points d’articulation observés
  8. l’intonation observée
8. L’ouverture et l’accentuation sont représentés par le même signe diacritique ; les autres qualités ont leurs propres diacritiques.
9. La voyelle fermée et tonique est représentée par l’accent circonflexe ; la fermée et atone est représenté par l’accent antiflexe : â, ê, î, ô, û — ǎ, ě, ǐ, ǒ, ǔ.
10. La voyelle moyenne et tonique est représentée par une virgule suscrite ; la moyenne et atone est représentée par le même symbole réfléchi : a̓, e̓, i̓, o̓, u̓ — a̔, e̔, i̔, o̔, u̔.
11. La voyelle ouverte et tonique est représentée par l’accent aigu ; la voyelle ouverte et atone est représenté par l’accent grave : á, é, í, ó, ú — à, è, ì, ò, ù.
12. La voyelle longue est représentée par un trait suscrit, comme en latin ; la voyelle brève est représentée par un demi cercle, comme en latin, seulement si nécessaire quand la brièveté est excessive ; quand la voyelle n’est pas indiquée comme longue, elle est brève : ā, ē, ī, ō, ū — ă, ĕ, ĭ, ŏ, ŭ.
13. Le voyelle sourde, et la consonne sourde qui n’a pas de forme spécifique sourde, est représenté avec un cercle souscrit : ḁ, e̥, ẹ̥, i̥, o̥, u̥, l̥, ḷ̥, m̥, n̥, ṇ̥, r̥.
14. La voyelle nasale est représentée avec le tilde : ã, ẽ, ĩ, õ, ũ.
15. Les signes diacritiques ne sont jamais placés à côté des lettres, ils sont toujours au-dessus de, au-dessous de, ou coupant les lettres.
16. Quand il faut superposer les signes diacritiques, ceux-ci sont placés dans l’ordre : quantité, nasalisation, palatisation, accentuation ou ouverture : ā̃̈̇́.
17. Les phonèmes vélarisés sont représentés par un point souscrit : ạ, ẹ, ị, ọ, ụ, ḷ, ṇ, ṛ.
18. Les phonèmes palatalisés sont représentés par un point souscrit : ȧ, ė, i̇̇, ȯ, u̇, l̇, ṅ.
19. Le r uvulaire est représenté avec deux points souscrit : r̤.
20. Les consonnes occlusives sont représentées avec un trait lorsqu’elles sont fricatives : ƀ, ꝑ, đ, ŧ, ǥ, ꝁ.
21. L’oralité et la brièveté des voyelles n’est pas représenté, par opposition à la nasalité et la longueur ; la brièveté excessive des voyelles atone est représentée avec les parenthèses : ap(e)t(e)cer.

## Symboles
| CEF | exemple | transcription | consonne                          | API |
| --- | ------- | ------------- | --------------------------------- | --- |
| b   | bondad  | bon̹dáđ̥        | occlusive bilabiale voisée        | [b] |
| ƀ   | haba    | áƀa           | fricative bilabiale voisée        | [β] |
| p   | padre   | páđre         | occlusive bilabiale sourde        | [p] |
| ᵽ   |         |               | fricative bilabiale sourde        | [ɸ] |
| m   | amar    | amár          | occlusive nasale bilabiale voisée | [m] |
| m̥   | mismo   | mím̥mo         | occlusive nasale bilabiale sourde | [m̥] |

| CEF | exemple | transcription | consonne                       | API |
| --- | ------- | ------------- | ------------------------------ | --- |
| f   | fácil   | fáθi̧l         | fricative labio-dentale sourde | [f] |
| v   | vida    | viđa          | fricative labio-dentale voisée | [v] |

| CEF | exemple | transcription | consonne                 | API |
| --- | ------- | ------------- | ------------------------ | --- |
| d   | ducho   | dúĉo          | occlusive dentale voisée | [d̪] |
| đ   |         |               | fricative dentale voisée | [ð] |
| t   | tomar   | tomáɹ         | occlusive dentale sourde | [t̪] |
| ŧ   |         |               | fricative dentale sourde | [θ] |

| CEF | exemple                      | transcription | consonne                            | API  |
| --- | ---------------------------- | ------------- | ----------------------------------- | ---- |
| n   | mano                         | mã́no          | occlusive nasale alvéolaire voisée  | [n]  |
| n̥   | asno (and.)                  | án̥no          | occlusive nasale alvéolaire sourde  | [n̥]  |
| z   | rasgar                       | r̄ażǥáɹ        | fricative alvéolaire voisée         | [z]  |
| ż   |                              |               |                                     |      |
| z̈   |                              |               |                                     |      |
| s   | casa                         | káṡa          | fricative alvéolaire sourde         | [s]  |
| ṡ   |                              |               |                                     |      |
| s̈   |                              |               |                                     |      |
| l   | luna                         | lúna          | spirante latérale alvéolaire voisée | [l]  |
| l̥   | muslo (and.)                 | mųl̥lo         | spirante latérale alvéolaire sourde | [l̥]  |
| r   | hora                         | ǫ́ra           | battue alvéolaire voisée            | [ɾ]  |
| r̥   | multitud                     | mųr̥titú       | battue alvéolaire sourde            | [ɾ̥]  |
| r̄   | carro                        | kár̄o          | roulée alvéolaire voisée            | [r]  |
| ṝ   | honra (chil.), pondré (mex.) | ónɹ̱a, põɹ̱é    | spirante alvéolaire voisée longue   | [ɹː] |

| CEF | exemple     | transcription | consonne                                    | API  |
| --- | ----------- | ------------- | ------------------------------------------- | ---- |
| ṅ   | año         | án̮o           | occlusive nasale palatale voisée            | [ɲ]  |
| x   | rexa (ast.) | r̄eša          | consonne fricative post-alvéolaire sourde   | [ʃ]  |
| ẋ   | mucho       | múĉo          | affriquée post-alvéolaire sourde            | [t͡ʃ] |
| ẍ   |             |               |                                             |      |
| ȷ   | mayo (arg.) | mažo          | consonne fricative post-alvéolaire voisée   | [ʒ]  |
| j̇   |             |               | consonne affriquée palato-alvéolaire voisée | [dʒ] |
| j̈   |             |               |                                             |      |
| l̇   | castillo    | kas̹tíl̮o       | consonne spirante latérale palatale voisée  | [ʎ]  |
| l̈   |             |               |                                             |      |

| CEF | exemple       | transcription | consonne                                        | API |
| --- | ------------- | ------------- | ----------------------------------------------- | --- |
| g   | gustar        | gųs̹táɹ        | consonne occlusive vélaire voisée               | [ɡ] |
| ǥ   | rogar         | r̄oǥár         | Consonne fricative vélaire voisée               | [ɣ] |
| k   | casa          | káṡa          | consonne occlusive vélaire sourde               | [k] |
| ꝁ   | jamás         | xamás         | Consonne fricative vélaire sourde               | [x] |
| ṇ   | nunca         | nṹŋka         | consonne nasale vélaire voisée                  | [ŋ] |
| ḷ   | malalt (cat.) | məlạł         | consonne spirante latérale alvéolaire vélarisée | [ɫ] |

| CEF | exemple | transcription | consonne                           | API |
| --- | ------- | ------------- | ---------------------------------- | --- |
| r̤   |         |               | Consonne fricative uvulaire voisée | [ʁ] |

| description  | tonique   | atone     |
| ------------ | --------- | --------- |
| ouvertes     | á é í ó ú | à è ì ò ù |
| moyennes     | a̓ e̓ i̓ o̓ u̓ | a̔ e̔ i̔ o̔ u̔ |
| fermées      | â ê î ô û | ǎ ě ǐ ǒ ǔ |
| palatalisés  | ȧ ė i̇̇ ȯ u̇ | ȧ ė i̇̇ ȯ u̇ |
| vélarisés    | ạ ẹ ị ọ ụ | ạ ẹ ị ọ ụ |
| sourdes      | ḁ e̥ i̥ o̥ u̥ | ḁ e̥ i̥ o̥ u̥ |
| nasales      | ã ẽ ĩ õ ũ | ã ẽ ĩ õ ũ |
| sons longs   | ā ē ī ō ū | ā ē ī ō ū |
| sons réduits | ă ĕ ĭ ŏ ŭ | ă ĕ ĭ ŏ ŭ |

## Tableau des consonnes
|                     | Bilabial | Bilabial | Bilabial | Labio- dentale | Labio- dentale | Dental | Dental | Alvéolaire | Alvéolaire | Alvéolaire | Alvéolaire | Post-alvéolaire | Post-alvéolaire | Palatal | Vélaire | Vélaire | Vélaire | Uvulaire |
| ------------------- | -------- | -------- | -------- | -------------- | -------------- | ------ | ------ | ---------- | ---------- | ---------- | ---------- | --------------- | --------------- | ------- | ------- | ------- | ------- | -------- |
| Nasale              | m̥        | m        | m        |                |                |        |        | n̥          | n̥          | n          | n          |                 |                 | ṅ [ɲ]   | ṇ̥[ŋ̊]    | ṇ[ŋ]    | ṇ[ŋ]    |          |
| Occlusive           | p        | b        | b        |                |                |        |        | t          | d          | d          | d          |                 |                 |         | k       | g       | g       |          |
| Affriquée           |          |          |          |                |                |        |        | ṡ [ts]     | ż [dz]     | ż [dz]     | ż [dz]     | ẋ [tʃ]          | j̈ [dʒ]          |         |         |         |         |          |
| Fricative/ spirante | ᵽ [ɸ]    | ᵽ [ɸ]    | ƀ [β]    | f              | v              | ŧ [θ]  | đ [ð]  | s          | z          | z          | z          | x [ʃ]           | j [ʒ]           |         | ꝁ [x]   | ǥ [ɣ]   | ǥ [ɣ]   |          |
| Latérale            |          |          |          |                |                |        |        |            |            | l          | l          |                 | l̈ [ɭ]           | l̇ [ʎ]   | ḷ̥ [ɫ̥]   | ḷ [ɫ]   | ḷ [ɫ]   |          |
| Roulée              |          |          |          |                |                |        |        |            |            |            | r̄ [r]      |                 |                 |         |         |         | ṝ [ʀ]   | r̤̄ [ʁ]    |
| Battue              |          |          |          |                |                |        |        | r̥ [ɾ̥]      | r̥ [ɾ̥]      | r [ɾ]      | r [ɾ]      |                 |                 |         |         |         |         |          |

## Tableau des voyelles
|         | Antérieure | Centrale | Postérieure |
| ------- | ---------- | -------- | ----------- |
| Fermée  | i          | (e)      | u           |
| Moyenne | ê          | â        | ô           |
| Ouverte | é          | á        | ó           |

## Sources
- Rodrigo de Sá Nogueira, « Alfabeto fonético », Boletim de Filología, t. 4,‎ 1936, p. 14-23 (lire en ligne)
- Sever Pop, La dialectologie : aperçu historique et méthodes d’enquêtes linguistiques, vol. 1 : Dialectologie romane, Louvain, J. Duculot, 1950 (lire en ligne)
- Sever Pop, La dialectologie : aperçu historique et méthodes d’enquêtes linguistiques, vol. 2 : Dialectologie non romane, Louvain, J. Duculot, 1950 (lire en ligne)